# Aleksandr Gordienko
Aleksandr Leonidovitch Gordienko (en russe : Алекса́ндр Леони́дович Гордие́нко) est un joueur russe de volley-ball né en 1965 à Mykolaïv (oblast de Mykolaïv, alors en URSS). Il est international soviétique.

## Clubs
| Club        | De        | À         |
| ----------- | --------- | --------- |
| CSKA Moscou | 1985-1986 | 1994-1995 |

## Palmarès
- Championnat d'Europe (1)
  - Vainqueur : 1987
- Championnat du monde des moins de 21 ans (1)
  - Vainqueur : 1985
- Championnat d'Europe des moins de 21 ans (1)
  - Vainqueur : 1984
- Championnat de Russie (2)
  - Vainqueur : 1994, 1995
  - Finaliste : 1993
- Championnat d'URSS (6)
  - Vainqueur : 1986, 1987, 1988, 1989, 1990, 1991
- Coupe de Russie (1)
  - Vainqueur : 1994